# Gymnosporia hainanensis
Gymnosporia hainanensis är en benvedsväxtart som beskrevs av Merrill och Chun. Gymnosporia hainanensis ingår i släktet Gymnosporia och familjen Celastraceae. Inga underarter finns listade.